# Washington (Maine)
Washington es un pueblo ubicado en el condado de Knox en el estado estadounidense de Maine. En el Censo de 2010 tenía una población de 1.527 habitantes y una densidad poblacional de 15,04 personas por km².

## Geografía
Washington se encuentra ubicado en las coordenadas 44°15′38″N 69°23′30″O / 44.26056, -69.39167. Según la Oficina del Censo de los Estados Unidos, Washington tiene una superficie total de 101.51 km², de la cual 98.52 km² corresponden a tierra firme y (2.95%) 2.99 km² es agua.

## Demografía
Según el censo de 2010, había 1.527 personas residiendo en Washington. La densidad de población era de 15,04 hab./km². De los 1.527 habitantes, Washington estaba compuesto por el 96.86% blancos, el 0.39% eran afroamericanos, el 0.59% eran amerindios, el 0.13% eran asiáticos, el 0% eran isleños del Pacífico, el 0.13% eran de otras razas y el 1.9% pertenecían a dos o más razas. Del total de la población el 0.39% eran hispanos o latinos de cualquier raza.